# Paris-Roubaix de 1978
A 76.ª edição da Paris-Roubaix teve lugar a 16 de abril de 1978 e foi vencida em solitário pelo italiano Francesco Moser.

## Classificação final
| Posição | Ciclista            | Equipa                    | Tempo      |
| ------- | ------------------- | ------------------------- | ---------- |
| 1       | Francesco Moser     | Sanson-Campagnolo         | 7h 12' 24" |
| 2       | Roger de Vlaeminck  | Sanson-Campagnolo         | + 1' 40"   |
| 3       | Jan Raas            | TI-Raleigh                | m. t.      |
| 4       | Freddy Maertens     | Flandria-Velda-Lano       | m. t.      |
| 5       | Ferdi van den Haute | Marc Zeepcentrale-Superia | + 4' 11"   |
| 6       | Hennie Kuiper       | TI-Raleigh                | + 4' 26"   |
| 7       | Guido Van Sweevelt  | IJsboerke-Gios            | + 5' 21"   |
| 8       | Herman Van Springel | Marc Zeepcentrale-Superia | m. t.      |
| 9       | Ronan De Meyer      | Marc Zeepcentrale-Superia | m. t.      |
| 10      | Marc Demeyer        | Flandria-Velda-Lano       | + 5' 49"   |